# Dixizze
Dixizze war ein Volumenmaß auf der Insel Rab, in der Literatur Arbe genannt.
- 1 Dixizze = 1,602 Liter
  - 1 Mina = 8 Dixizze = 2/13 Stajo (Venedig) = 646,19 Pariser Kubikzoll = 12,818 Liter